# Герильясы

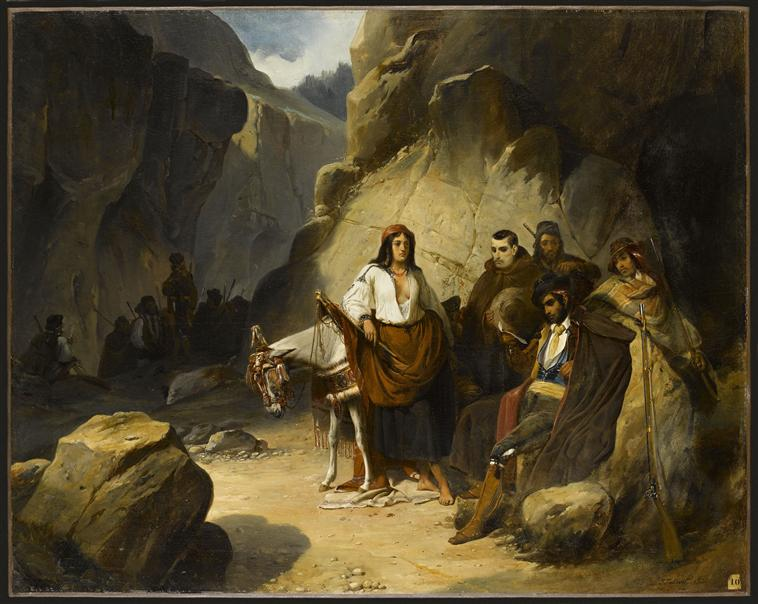
Герильясы. Худ. Пьер Жюль Жолливе, около 1850 года.

Герильясы (партизаны;  от исп. Guerrilla — «герилья», дословно: «малая (т.е. партизанская) война»; в старых русскоязычных изданиях иногда — гверильясы; значение слова приблизительно переводилось на русский язык, как «воинство», «ополчение», «повстанцы») — испанские партизаны (и, в принципе, любые партизаны, в текстах, написанных на испанском языке). В текстах, написанных не на испанском языке, этим словом традиционно именуются партизаны в испаноязычных странах, особенно часто термин употребляется в связи походом наполеоновских войск в Испанию, когда он и был, вероятно, впервые  заимствован в русский язык.

## История
В период владычества мавров герильясы получили преобладающее значение в войне между христианскими владетелями севера Пиренейского полуострова и омайядами Кордовского халифата, стремившимися к подчинению независимых горных племён. Во время войны за испанское наследство отряды оказали существенную помощь правительству в борьбе с союзниками, вторгшимися в Испанию.

### В годы Пиренейской войны
Особенную известность герильясы приобрели во время войны на Пиренейском полуострове при вторжении Наполеона І (1808—1813). Составляя отдельные отряды, действовавшие без общего плана, они нападали на неприятельские обозы, истребляли небольшие отряды и захватывали курьеров. Успех увеличивал число герильясов, a при неудаче они быстро скрывались, чтобы собраться снова. С конца мая 1808 года всюду образовались хунты и правительственные комитеты для организации восстания против французов. Хунты были независимы друг от друга, хотя хунта Севильи считала себя центральным правительством инсуррекции. Особенно развилась партизанская война после капитуляции Дюпона при Байлене, когда города и местности, до сих пор колебавшиеся, пристали к народному делу.
Из числа предводителей герильясов в 1808—1813 годах прославились Реновалес, Мина, л’Эмпечинадо, Санчез (исп.), доктор Ровера, Меркезито, Медико, Сапия и аббат Мерино. Впоследствии гверильясы приняли вид регулярных войск, отчего значение их сильно уменьшилось. Во всяком случае, они не имели решительного влияния на ход военных событий, как это иногда им приписывается, так как сферой действий гверильясов была исключительно малая война.

### После Пиренейской войны
Во время первой карлистской войны в Испании (1833—1840) герильясы появились снова и оказали карлистам существенную помощь. В последней карлистской войне 1872—1876 годов выделились два предводителя — Санта-Круц и Кабалло.
До испано-американской войны 1898 года испанское правительство содержало на острове Куба несколько частей иррегулярных войск под названием «герильясы», которые принимали участие в подавлении мятежа 1870—1880 годов и с тех пор были сохранены в составе 10 рот (40 офицеров, 640 нижних чинов).